# Eurya macartneyi
Eurya macartneyi är en tvåhjärtbladig växtart som beskrevs av John George Champion. Eurya macartneyi ingår i släktet Eurya och familjen Pentaphylacaceae. Inga underarter finns listade i Catalogue of Life.